# Cooper (Texas)
Cooper è un centro abitato degli Stati Uniti d'America, situato nella contea di Delta dello Stato del Texas.
Situata tra le forcelle del Sulphur River, Cooper è il più grande insediamento nella contea di Delta. Secondo il censimento del 2010 degli Stati Uniti, Cooper aveva una popolazione di 1.969 persone.

## Geografia fisica
Secondo lo United States Census Bureau, ha un'area totale di 1,5 miglia quadrate (3.8 km²), di cui 1,4 miglia quadrate (3.7 km²) di terreno e lo 0,69% d'acqua.

## Società

### 2000
Secondo il censimento del 2000, c'erano 2.150 persone, 849 nuclei familiari e 547 famiglie residenti nella città. La densità di popolazione era di 1.494,8 persone per miglio quadrato (576,5/km²). C'erano 983 unità abitative a una densità media di 683,4 per miglio quadrato (263,6/km²). La composizione etnica della città era formata dall'80,23% di bianchi, il 15,58% di afroamericani, lo 0,51% di nativi americani, lo 0,09% di asiatici, lo 0,05% di isolani del Pacifico, l'1,44% di altre razze, e il 2,09% di due o più etnie. Ispanici o latinos di qualunque razza erano il 3,95% della popolazione.
C'erano 849 nuclei familiari di cui il 30,0% aveva figli di età inferiore ai 18 anni, il 46,9% erano coppie sposate conviventi, il 13,8% aveva un capofamiglia femmina senza marito, e il 35,5% erano non-famiglie. Il 33,0% di tutti i nuclei familiari erano individuali e il 18,0% aveva componenti con un'età di 65 anni o più che vivevano da soli. Il numero di componenti medio di un nucleo familiare era di 2,41 e quello di una famiglia era di 3,07.
La popolazione era composta dal 26,4% di persone sotto i 18 anni, il 7,7% di persone dai 18 ai 24 anni, il 23,9% di persone dai 25 ai 44 anni, il 20,7% di persone dai 45 ai 64 anni, e il 21,3% di persone di 65 anni o più. L'età media era di 38 anni. Per ogni 100 femmine c'erano 81,1 maschi. Per ogni 100 femmine dai 18 anni in giù, c'erano 75,2 maschi.
Il reddito medio di un nucleo familiare era di 21.400 dollari, e quello di una famiglia era di 27.784 dollari. I maschi avevano un reddito medio di 25.592 dollari contro i 17.500 dollari delle femmine. Il reddito pro capite era di 13.815 dollari. Circa il 21,2% delle famiglie e il 24,7% della popolazione erano sotto la soglia di povertà, incluso il 30,3% di persone sotto i 18 anni e il 24,3% di persone di 65 anni o più.

### 2010
Secondo il censimento del 2010 la popolazione era scesa al 1.969 persone. Vi erano 771 nuclei familiari per 897 unità abitative. La composizione etnica vedeva il 77,2% di bianchi, il 14,8% di afroamericani, l'1,2% di nativi americani, l'1,1% di asiatici, e il 2,8% di altre razze. Ispanici o latinos di qualunque razza erano il 6,1% della popolazione. C'erano 771 nuclei familiari, di cui il 27,9% aveva figli di età inferiore ai 18 anni, il 64,9% erano coppie sposate conviventi, il 19,1% aveva un capofamiglia femmina senza marito, e il 35,1% erano non-famiglie.[